# Comuna Sălard, Bihor
Sălard (în maghiară: Szalárd) este o comună în județul Bihor, Crișana, România, formată din satele Hodoș, Sălard (reședința) și Sântimreu.
În prezent, comuna reprezintă regiunea cu cea mai mică rată a șomajului din țară și aceasta datorită numărului mare de societăți comerciale existente aici.

## Demografie
Componența etnică a comunei Sălard
     Maghiari (65,25%)
     Români (25,92%)
     Romi (4,34%)
     Alte etnii (0,37%)
     Necunoscută (4,11%)
Componența confesională a comunei Sălard
     Reformați (51,73%)
     Ortodocși (19,74%)
     Romano-catolici (9,18%)
     Baptiști (7,06%)
     Penticostali (4,79%)
     Alte religii (3,09%)
     Necunoscută (4,41%)
Conform recensământului efectuat în 2021, populația comunei Sălard se ridică la 4.305 locuitori, în scădere față de recensământul anterior din 2011, când fuseseră înregistrați 4.340 de locuitori. Majoritatea locuitorilor sunt maghiari (65,25%), cu minorități de români (25,92%) și romi (4,34%), iar pentru 4,11% nu se cunoaște apartenența etnică. Din punct de vedere confesional, majoritatea locuitorilor sunt reformați (51,73%), cu minorități de ortodocși (19,74%), romano-catolici (9,18%), baptiști (7,06%) și penticostali (4,79%), iar pentru 4,41% nu se cunoaște apartenența confesională.

## Politică și administrație
Comuna Sălard este administrată de un primar și un consiliu local compus din 13 consilieri. Primarul, Miklós Nagy[*], de la Uniunea Democrată Maghiară din România, este în funcție din 2004. Începând cu alegerile locale din 2024, consiliul local are următoarea componență pe partide politice:
|  | Partid                                 | Consilieri | Componența Consiliului | Componența Consiliului | Componența Consiliului | Componența Consiliului | Componența Consiliului | Componența Consiliului | Componența Consiliului | Componența Consiliului | Componența Consiliului |
|  | -------------------------------------- | ---------- | ---------------------- | ---------------------- | ---------------------- | ---------------------- | ---------------------- | ---------------------- | ---------------------- | ---------------------- | ---------------------- |
|  | Uniunea Democrată Maghiară din România | 9          |                        |                        |                        |                        |                        |                        |                        |                        |                        |
|  | Partidul Național Liberal              | 2          |                        |                        |                        |                        |                        |                        |                        |                        |                        |
|  | Alianța Maghiară din Transilvania      | 2          |                        |                        |                        |                        |                        |                        |                        |                        |                        |

## Atracții turistice
- Biserica reformată din Sălard
- Biserica reformată din Hodoș
- Conacul Bartsch din Sălard
- Parcul memorial ”Sfântul Emeric” Sântimreu cu capela meomorială
- Ruinele cetății Adorjan
- Șirul de pivnițe ”Drumul vinului Sântimreu”
- Fântâna arteziană Sântimreu
- Lacul de acumulare Sântimreu

## Imagini

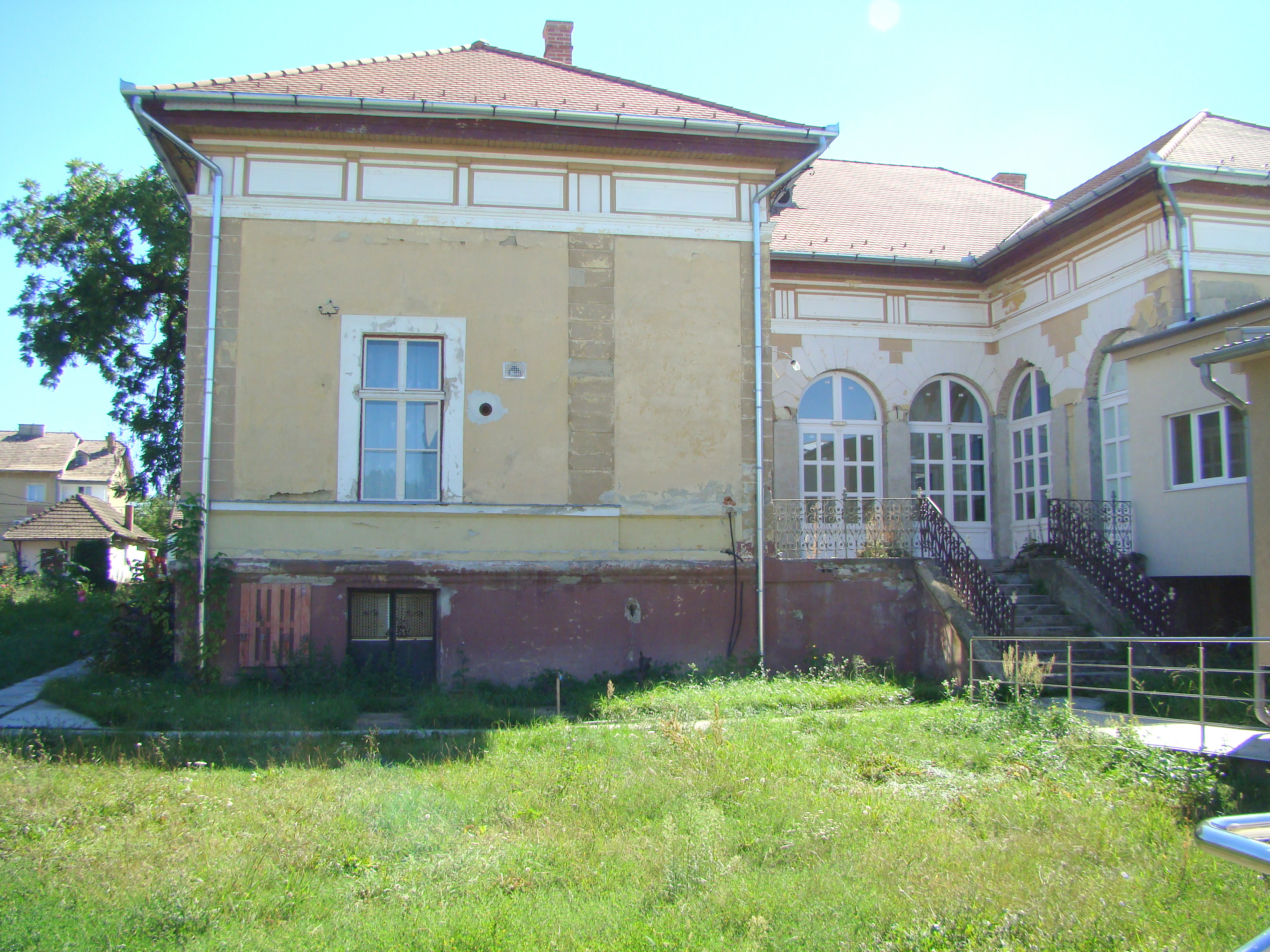
Fost conac, monument istoric, în prezent azil pentru persoane vârstnice
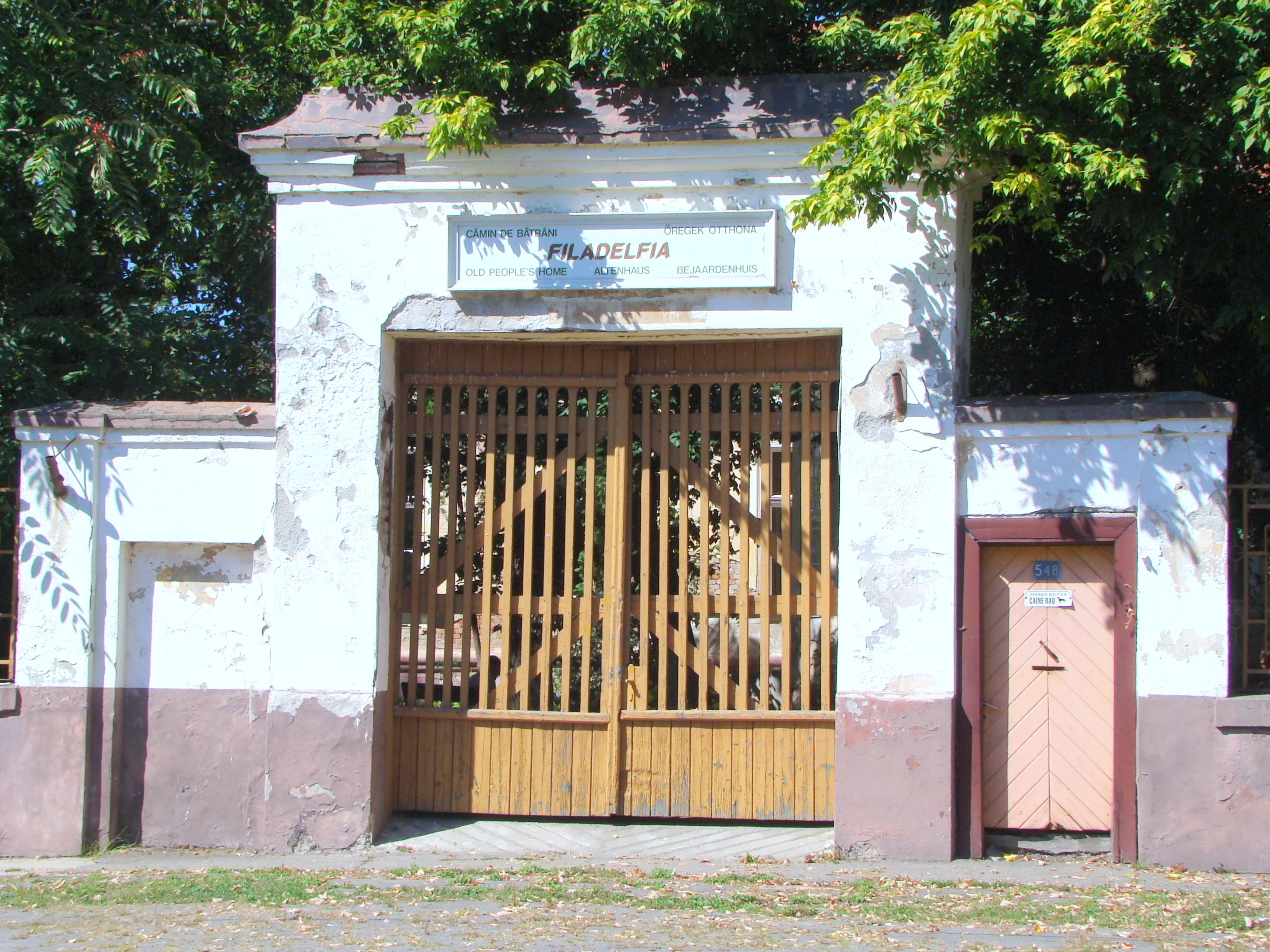
Intrarea în curtea conacului
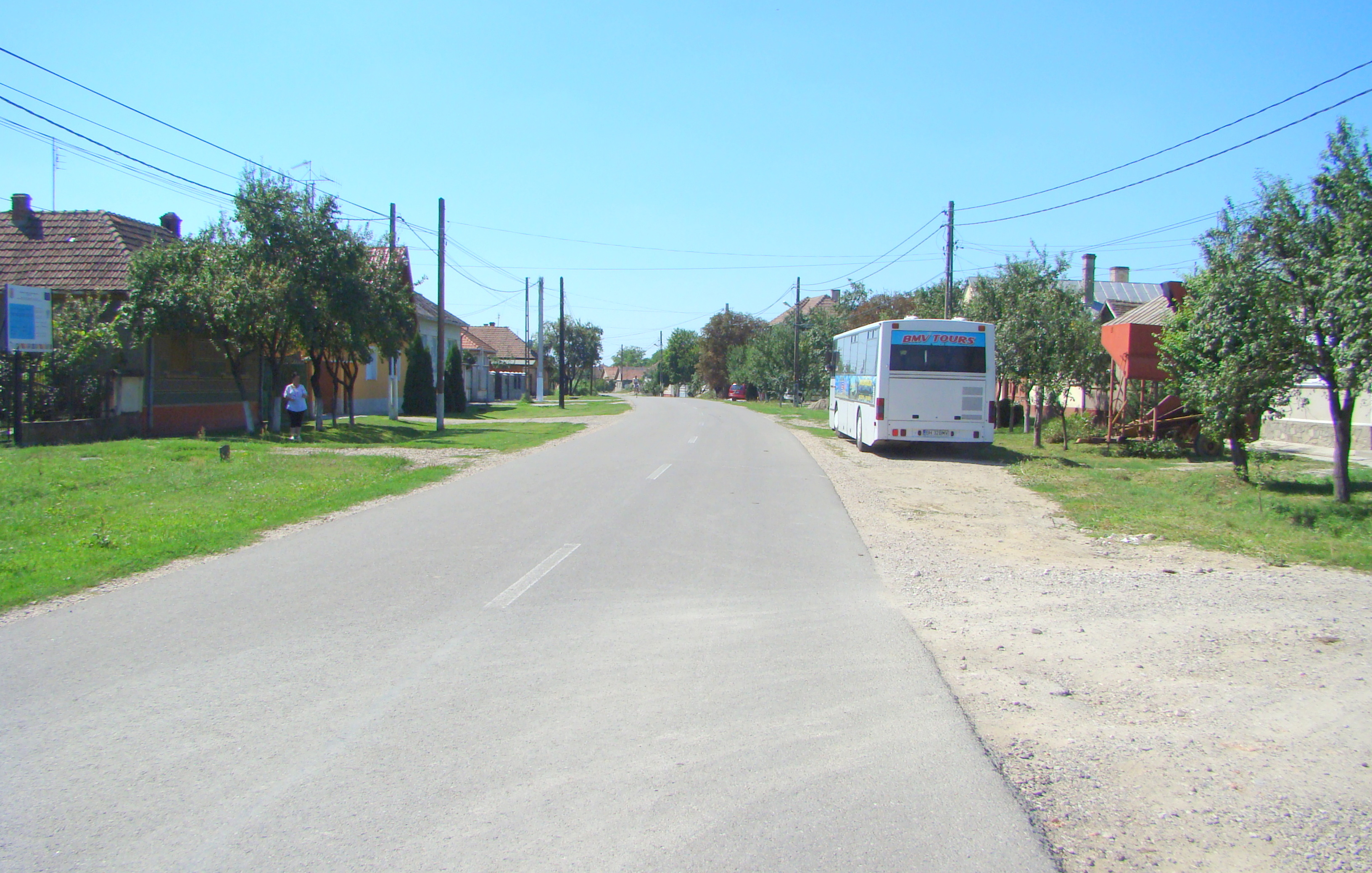
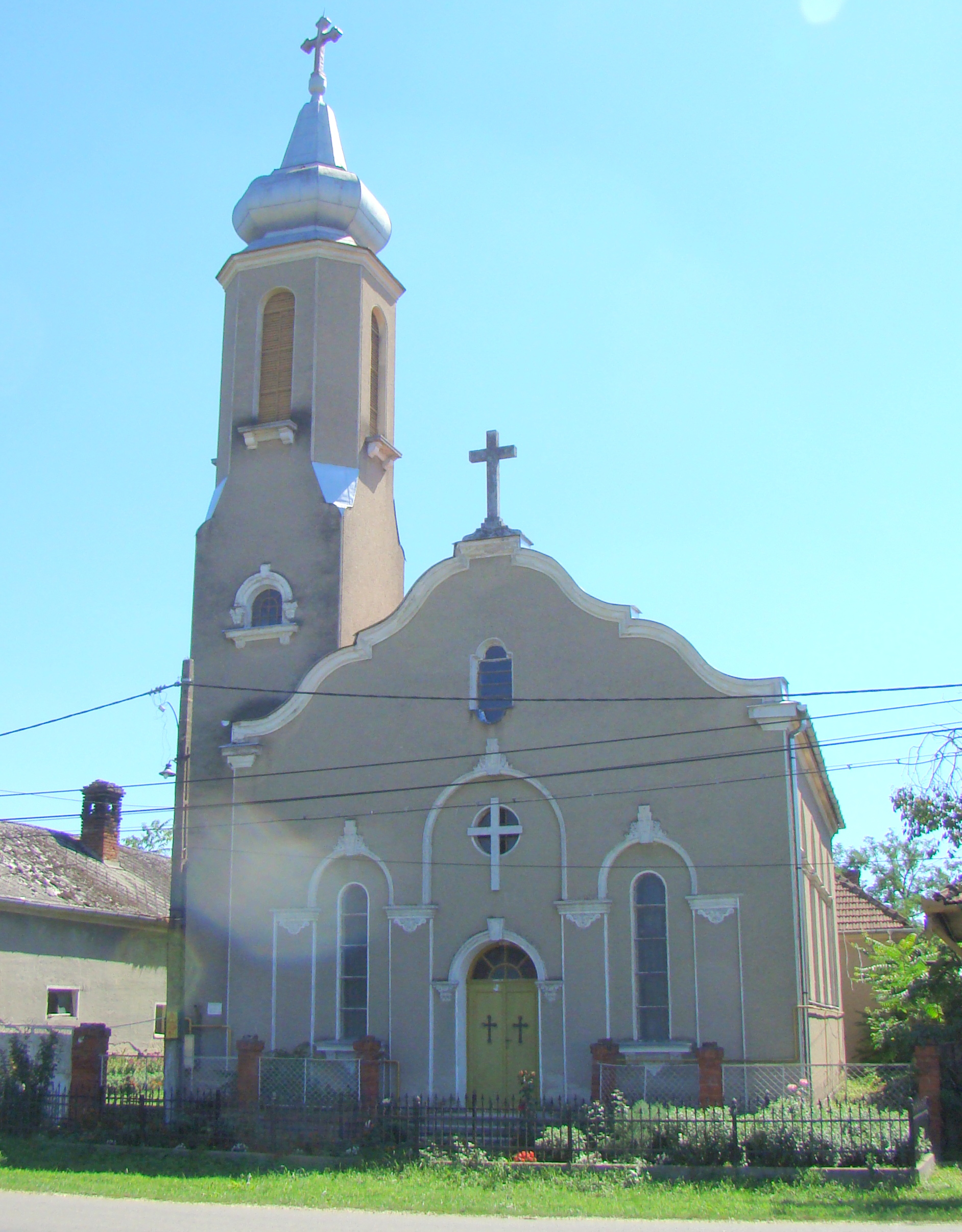
Biserica romano-catolică
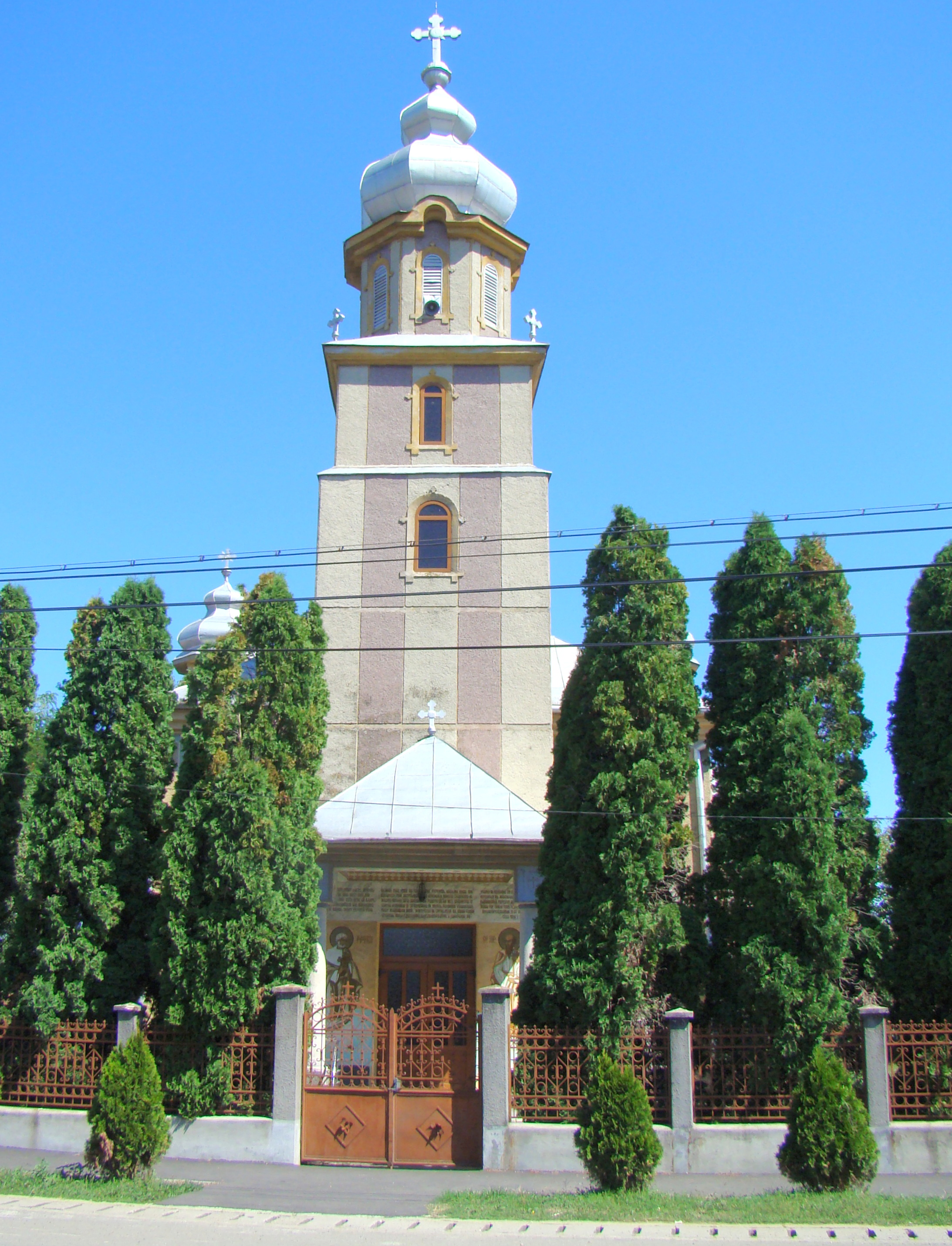
Biserica ortodoxă „Sfântul Ierarh Nicolae”
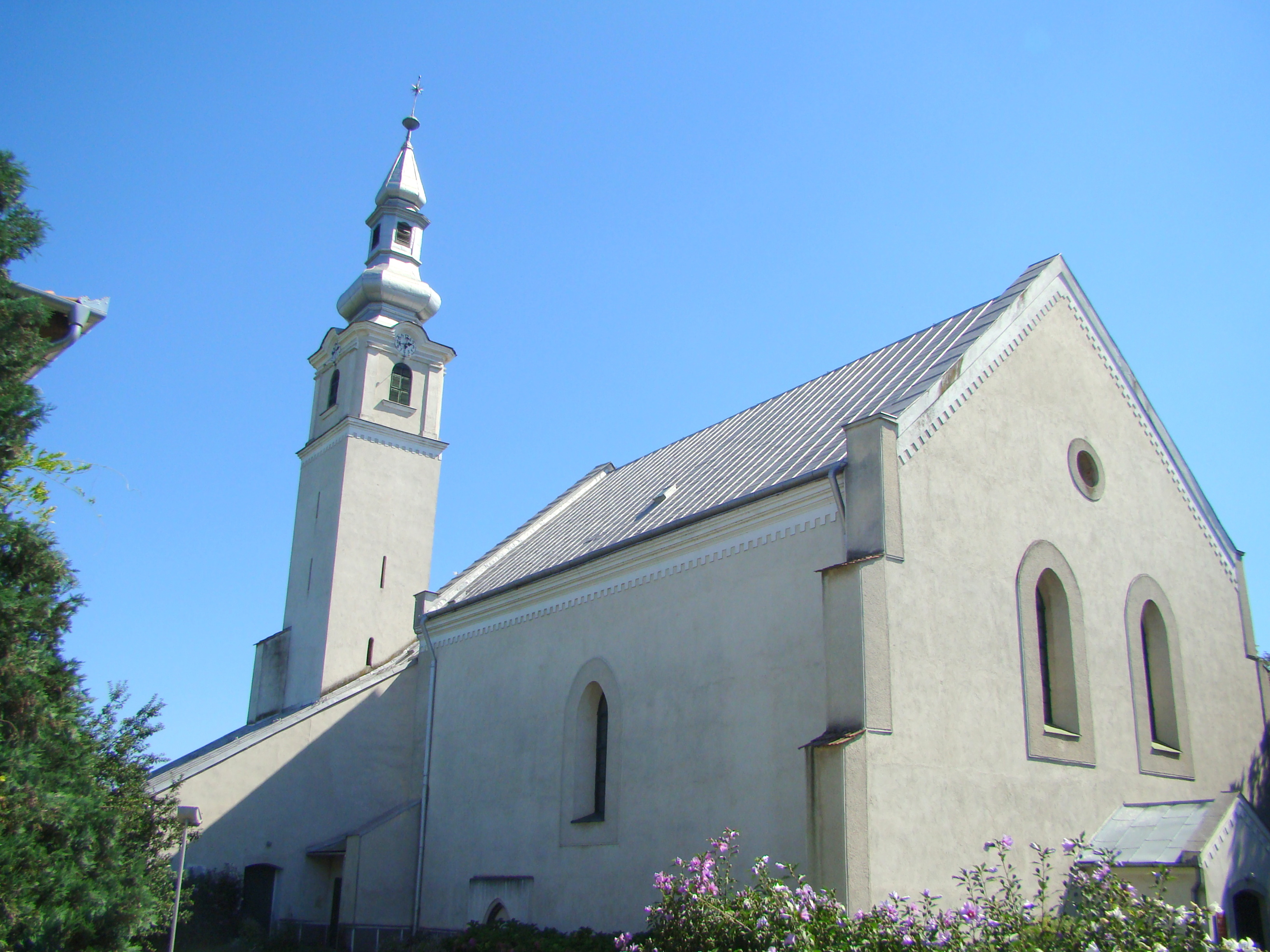
Biserica reformată (monument istoric)
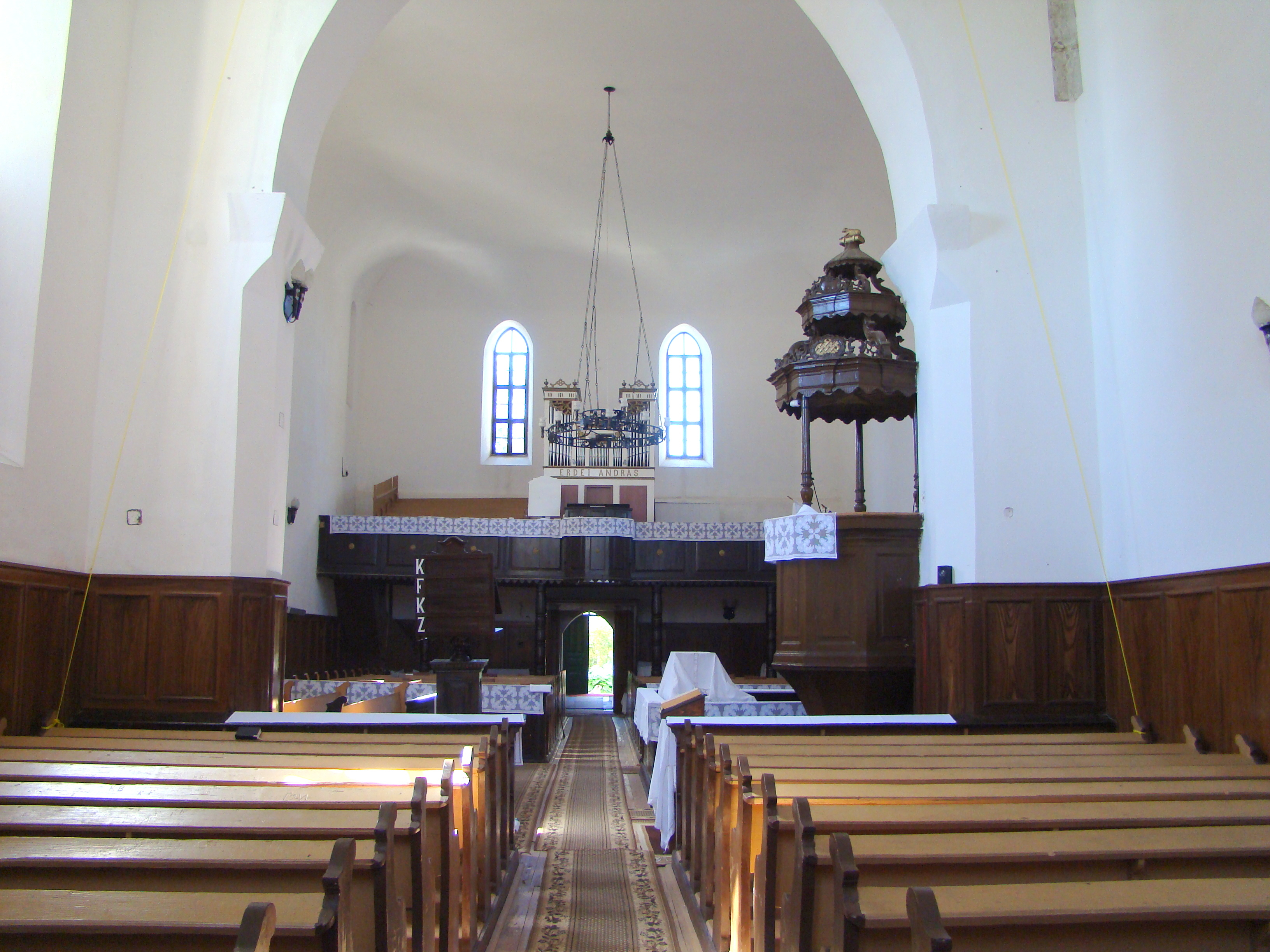
Biserica reformată (interior)